# Nadjoua Boubekeur
Pour les articles homonymes, voir Boubekeur.
Nadjoua Boubekeur, née le 8 novembre 1982, est une escrimeuse algérienne pratiquant le fleuret. 

## Carrière
Nadjoua Boubekeur fait partie de l'équipe féminine de fleuret médaillée de bronze aux Jeux africains de 2007 à Alger, et aux championnats d'Afrique 2008 à Casablanca,.